# Genalvo da Silva Oliviera
Genalvo da Silva Oliviera, född 5 januari 1982, är en brasiliansk fotbollsspelare (mittfältare) som spelar för Tupi.